# Стодола, Иван
Иван Сто́дола (словац. Ivan Stodola; 10 марта 1888, Липтовски-Микулаш, Австро-Венгрия — 26 марта 1977, Пьештяни) — словацкий врач, писатель и драматург. Один из самых видных представителей словацкой драматургии межвоенного периода.
Народный артист ЧССР (1967).
Основатель профилактической медицинской помощи в Словакии.

## Биография
Родился в семье совладельца кожевенного завода и учительницы. Учился в школе, затем в евангелистическом лицее. С 1906 по 1908 — на медицинском факультете Будапештского университета, затем перевелся в Берлинский университет, который окончил в 1913. Работал врачом в родном городе Липтовски-Микулаш. Во время Первой мировой войны служил военным медиком в австрийской армии. После окончания войны вернулся в Липтовски-Микулаш.
В 1933 стал санитарным инспектором, в 1938—1939 — работал в Министерстве здравоохранения в Праге, а с 1951 в Братиславском Национальном институте здравоохранения. Будучи членом Лиги по борьбе с туберкулёзом стал основателем профилактической медицинской помощи в Словакии.
В 1925—1944 редактировал журнал «Boj o zdravie» (Борьба за здоровье). С 1946 — доцент кафедры социальной патологии в медицинской школе Братиславы.
В 1951 был арестован коммунистическими властями. Более года содержания под стражей, был приговорен судом к восьми годам лишения свободы по обвинению в саботаже с конфискацией всего имущества. После двух лет, проведенных в тюрьмах Чехословакии, условно освобожден. О своëм трагическом тюремном опыте позже написал автобиографическую книгу «Smutné časy, smutný dom» («Печальное время, печальный дом»).
После выхода из заключения в 1954 переехал в Пьештяни, где и умер в 1977 году. Первоначально был похоронен в Братиславе, а в 1989 году прах И. Стодолы перенесен на Народное кладбище в Мартине.

## Творчество
Иван Сто́дола — автор драматических пьес, комедий, трагедий, исторических и автобиографических романов и мемуаров.
Литературную деятельность начал в 1925 году.
С конца 1920-х — начала 1930-х годов его пьесы способствовали формированию словацкого профессионального театра. Развивая сатирические традиции национальной литературы XIX века, в комедиях высмеивал приспособленчество, жажду обогащения, узость мещанских идеалов. Беспощадный сатирик словацкой мелкобуржуазной среды.
В 1930-е годы писал, в основном, на национально-патриотические темы, в комедиях 1940-х годов разоблачал марионеточный режим в оккупированной Словакии.
В послевоенные годы им написаны драмы «Поэт и смерть» (1946) и «Ян Панкрац» (1948).

## Избранные произведения

### Драматургия
- «Шалости» (1925);
- «Наш господин министр» (1927);
- «Жена пастуха» (1928);
- «Чай у пана сенатора» (1929);
- «Король Сватоплук» (1931);
- «Йожко Пучик и его карьера» (1931);
- «Цыганча» (1933);
- «Банкирский дом Кэвич и К°» (1936);
- «Когда юбиляр плачет» (1940);
- «Комедия» (1944);
- «Поэт и смерть» (1946) и др.

### Проза
- «Последняя симфония» (1930);
- «Великокоможный пан» (1938);
- «Марина Гавранова» (1942);
- «Ян Панкрац» (1948);
- «Из-за ста талеров» (1958)
- «Наш дядя Аурель» (1968) и др.